# 國際友誼日

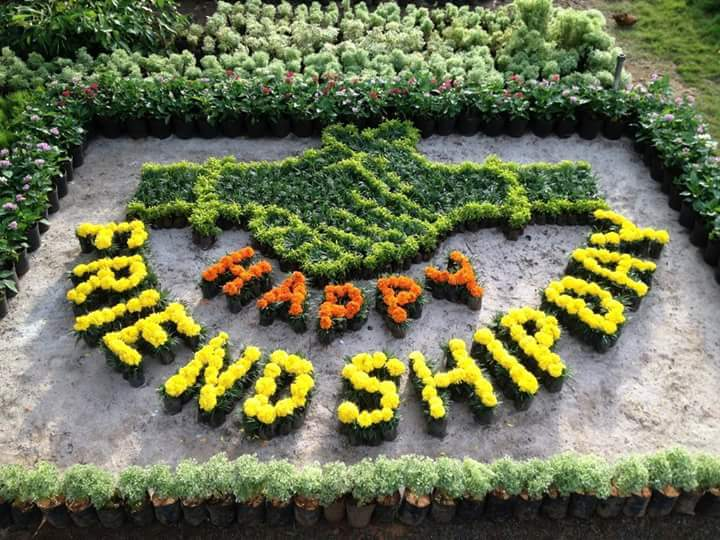

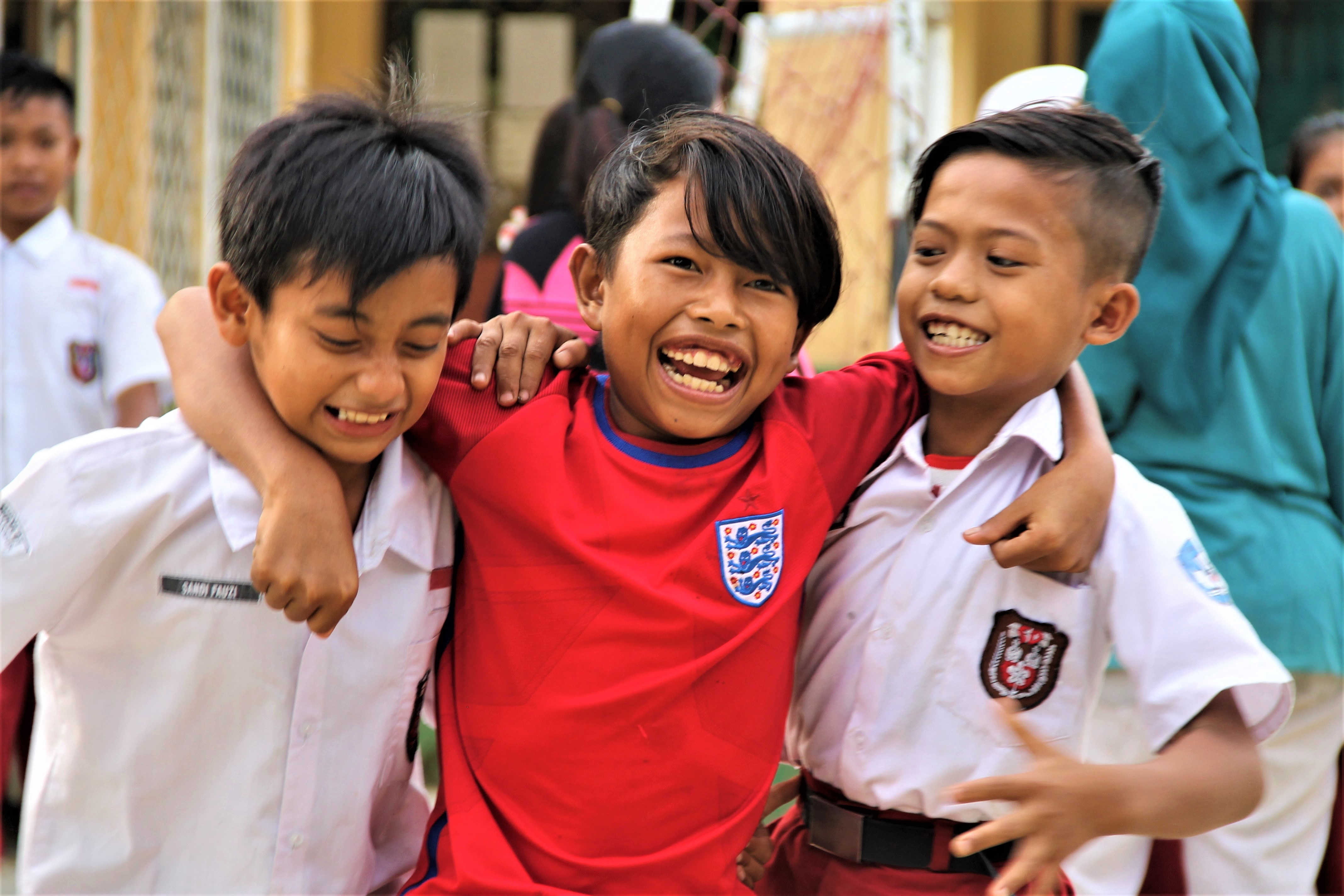

國際友谊日（阿拉伯语：‎， 中文：国际友谊日或好友日）是一个庆祝友谊的日子。南美洲南邊的部分国家已經施行多年，特别是在巴拉圭，1958年時在那施行了第一屆的國際友谊日。
此節日起初是因為賀卡產業而誕生，後來因為社群網站及網路普及而又重新使人對此節日產生興趣，特别是在印度、孟加拉和马来西亚。像是網路和行動電話之類的數位通訊模式能幫忙推廣這個習俗，因為問候朋友比起以前更加方便了。
這個具有南亚特性紀念朋友們的假日傳統，起源於1935年的美国，實際上可以追溯到1919年。 在友誼日時熱門的交換禮物有花朵、卡片和手腕帶。
在每個國家中友誼日不盡然會在同一天慶祝。第一次的國際友誼日在1958年7月30日的世界友誼運動中提出。而2011年4月27日的聯合國大會宣布7月30日為正式的國際友誼日。 然而有些國家像是印度，友誼日是在8月的第一個星期天。在美國俄州俄州的奧柏林、則是在8月8日慶祝友誼日。

## 历史
友誼日最初由賀曼賀卡的創辦人喬伊斯·霍爾在1930年時所舉辦，意圖在8月2日這天讓人可以慶祝彼此的友誼。國際賀卡協會曾在1920年代時舉行過友誼日，但當時被消費者所抵制- 因為這是一個很明顯的商業推廣手法。而1940年代的美國，因為假期大量減少導致越來越少人使用賀卡。歐洲似乎沒有此節日，而亞洲許多國家則盛行此節日。
1988年時，聯合國秘書科菲安南將軍(General Kofi Annan)的夫人妮恩安南(Nane Annan)為紀念友誼日，任命小熊維尼為聯合國的世界友好大使。這項活動是由聯合國新聞部和迪士尼企業以及凱希李吉福德(Kathy Lee Gifford)所主持。
有些人會在這天以交換禮物或卡片來確認彼此的友誼。印度、尼泊爾、孟加拉和南美一些地方很流行友誼手環(Friendship bands)。 隨著網路興起關係，友誼日也在網路上受到歡迎。 而因為商業化活動導致友誼日被視為是一種商業手法。雖然今日通常在8月第一個星期日而非在7月30日時慶祝友誼日。但不論如何，2011年7月27日的第65屆聯合國大會會議宣布7月30日為國際友誼日。
最初世界友誼日的想法是由Dr. Ramon Artemio Bracho於1958年7月20日在巴拉圭共和國的松森北部約200公里一個巴內拉河邊小鎮巴拉圭亞與朋友共進晚餐時提出。
在此次聚會中，世界友誼運動誕生了。世界友誼運動是促進所有人類與彼此友誼的基礎，不分種族，膚色或宗教信仰。此後，巴拉圭每年都會在7月30日慶祝友誼日，而其他幾個國家也跟進。
世界友誼運動多年來游說聯合國認定7月30日為世界友好日，最後在5月20日，聯合國大會決定將7月30日定為國際友好日;並請所有會員國根據國家和地區的文化和習俗，包括教育和公開活動時，紀念國際友好日。

## 美國和印度
美國和印度會在8月第一個星期日慶祝友誼日。

## 阿根廷
在阿根廷，友誼日，會在7月20時慶祝，那天即使不是國定假日，晚上人們也會聚在一起慶祝彼此友誼。
友誼日近年來變得非常熱門。2005年時，在布宜諾斯艾利斯，門多薩，科爾多瓦和羅薩里奧等城市因為眾多人聚在一塊慶祝友誼日而導致手機網路崩潰。如同2004年新年和聖誕節的狀況一樣。在這個日子裡，餐廳、酒吧以及類似場所都會在一週前被預約爆滿。
2007年時有人提議友誼日該改為7月19日，以紀念2007年阿根廷漫畫家和作家羅伯托·豐塔納羅羅薩（Roberto Fontanarrosa）。

## 巴西
在 巴西7月20日也會慶祝友誼日.

## 芬蘭和愛沙尼亞
在芬兰和爱沙尼亚的情人节是也會像友誼日般慶祝。

## 秘魯
秘魯2009年時開始在7月第一個星期六慶祝"El dia del Amigo"，由皮爾森卡奧提出舉辦。為的是區別於情人節，紀念真正的友誼。